# Tipografia Universal
Tipografia Universal (na época grafada Typographia Universal) foi uma empresa editorial que compreendia editora e livraria, fundada e pertencente aos irmãos Eduardo e Henrique Laemmert, que esteve em atividade no Rio de Janeiro, no século XIX, e era conhecida como Laemmert.

## Histórico
Laemmert é o sobrenome dos irmãos Eduardo (10 de agosto de 1806 – 11 de janeiro de 1880) e Henrique Laemmert (27 de outubro de 1812 – 1884), nascidos no Grão-ducado de Baden, pioneiros do mercado livreiro e tipográfico brasileiro. Eram filhos do pastor protestante Guilherme Frederico Laemmert e Carlota Guilhermina Maria Diehl.
Eduardo Laemmert foi o primeiro a chegar ao Rio de Janeiro, vindo de Paris em 1828, onde trabalhara na Casa Bossange, de Martin Bossange e seu filho Hector. Antes, trabalhara na “Livraria e Tipografia G. Braun” em Karlsruhe (1820 — 1825). Quando Bossange decidiu abrir filial no Rio de Janeiro, Eduard, seu representante, abriu uma sociedade com um português chamado Souza, representante de J. P. Aillaud., estabelecendo-se  na Rua dos Latoeiros (hoje Rua Gonçalves Dias), nº  88, sob o nome “Souza Laemmert”. Quando o contrato expirou, em 1833, Eduard resolveu ficar no Brasil, casou com uma brasileira e começou seu próprio negócio, a "Livraria Universal".
Cinco anos mais tarde chegou seu irmão Henrique, a pedido do irmão, quando formaram a firma “E. & H. Laemmert”, mercadores de livros e de música, com sede na Rua da Quitanda, n° 77. Devido ao sucesso do empreendimento, Eduardo Laemmert retornara a Paris em 1837, após comprar três impressoras, a fim de aprender o ofício tipográfico. Em 2 de janeiro de 1838 inauguraram a “Typographia Universal”, cujo faturamento cresceu 31 vezes em apenas vinte anos.
Estabelecidos na Rua dos Inválidos, tinham 120 funcionários que imprimiam mil folhas diárias. Mais de cinco mil livros por mês eram encadernados na oficina de encadernação. Em 1839 criaram a sua “Folhinha” anual. Em 1844, começaram o “Almanack Laemmert”, que superou todos os concorrentes e que, em 1875, chegava a ter 1770 páginas. Eram especialistas na edição de folhinhas literárias, mapas da cidade e guias de bolso com todos os tipos de informações úteis e curiosas.
Em 1861 conquistaram a medalha de prata na 1ª Exposição Industrial Brasileira. O imperador D. Pedro II visitou oficialmente o notável empreendimento dos dois irmãos em 1862.
Lançaram diversos autores brasileiros e publicaram por décadas, a partir de 1833 (até a década de 1930), o famoso Almanak Laemmert, hoje instrumento indispensável de consulta para conhecimento do passado comercial, financeiro e social brasileiro do século XIX e início do século XX.
Instalaram-se, em 1868, na Rua do Ouvidor, nº 68. Em 1877, Eduard afastou-se da firma, voltando para Karlsruhe, a cidade onde aprendera o ofício e lá faleceu repentinamente, em 18 de janeiro de 1880. Henrique faleceu 4 anos depois.

## Sucessores
Com a morte dos Laemmert, todos os negócios foram para uma sociedade formada por Gustave Massow, o genro de Henrique, Edgon Widmann Laemmert, e Artur Sauer. Em 1891, a firma foi reorganizada com o nome “Laemmert & Companhia”, e em 1898, possuía filiais em São Paulo e Recife. Em 1903, houve nova mudança de sócios, e Edgon foi substituído por seu filho Hugo e Gustave por seu irmão Hilário.
Laemmert possuía uma biblioteca com um exemplar de cada edição produzida, mas essa foi destruída por um incêndio em 1909, após o que a livraria nunca mais foi reaberta. Os direitos autorais de sua propriedade foram vendidos a Francisco Alves, que adquiriu o mais famoso de seus títulos, “Os Sertões”, de Euclides da Cunha, que Laemmert publicara em 1902 e vendera 3 edições.
A tipografia continuou, e a propriedade, que ficara com Arthur Sauer, passou para Manuel José da Silva, em 1910, que já era dono do “Anuário Geral de Portugal”, então o Almanack mudou o nome para “Anuário do Brasil”. A nova organização passou por várias mudanças de proprietário, tornando-se “Sérgio & Pinto” em 1919, “Álvaro Pinto & Cia” (ou "Typographia do Annuario do Brasil") em 1920, “Alexandre Henault & Cia” em 1921, e em 1925 foi adquirida pelo Jockey Club do Rio de Janeiro, onde foi chamada “Almanack Laemmert Limitada”. Poucos livros foram produzidos nessa época, destacando-se o “Livro de Ouro do Centenário a Independência do Brasil”, em 7 de setembro de 1922. Em 1942, outro incêndio destruiu o Almanack, e o último número foi do de 1943. A Gráfica Laemmert voltou a publicar livros por volta de 1970.

## Lista parcial de obras da Laemmert e Comp
- Tratado de Hypnotismo, Francisco Fajardo, 1896, 505 p. Primeiro livro sobre hipnose médica no Brasil. A partir dos estudos de Fajardo, a psicoterapia, vinculada ao hipnotismo, passou a ganhar força como forma de tratamento médico no país. Laemmert e Comp.
- Tractado de Clinica Propedêutica, Francisco de Castro, 1896, 435 p. A obra trata fundamentalmente da Propedêutica, disciplina que proporciona o ao médico constituir uma correta história clínica dos seus pacientes. Laemmert e Comp.
- A Consolidação da República, Cel. J. B. Magalhães, 1947, 259 p. Laemmert e Comp.
- Innocencia, Visconde de Taunay (Sylvio Dinarte), 1900, 421 p. Laemmert e Comp.